# Giovanni Florimi
Giovanni Florimi (fl. XVII secolo) è stato un incisore e editore italiano, attivo principalmente in Toscana.

## Biografia
Nacque probabilmente a Siena dall'incisore Matteo e Felicia, ebbe tre fratelli: Francesco, Cecilia e Caterina. Contrasse matrimonio due volte: inizialmente con una donna di nome Fresia, morta nel 1625, successivamente, nel 1627, con Giuditta di Quirico Gori.
Seguì la carriera del padre divenendo allievo dell'incisore fiammingo Cornelis Galle il Vecchio a Roma. Le sue opere consistono principalmente di ritratti, e tra questi, si ricordano quello di Francesco Piccolomini, su una precedente versione di Francesco Vanni, e di Camillo Borghese, arcivescovo di Siena. Incise anche il frontespizio per il libro De' concetti figurati davidici dell'abate olivetano P. Orazio Pandolfini, pubblicato a Pisa nel 1635,, un quadro del Martirio di Santa Cecilia,, il Catafalco eretto al filosofo F. Piccolomini, un Prospetto architettonico con lo stemma del cardinal Peretti e L'impresa dell'Accademia degli Intronati di Siena.
Come editore si ricorda in particolare un'edizione di Le sette dimande del Pater Noster, corredata da sette tavole incise, oggi conservata presso il museo comunale di Gubbio.